# أم الرضا الجديدة (كفر البطيخ)
أم الرضا الجديدة هي إحدى قرى مركز كفر البطيخ التابع لمحافظة دمياط بجمهورية مصر العربية.